# Hun Nándor
Hun Nándor (Budapest, 1919. március 25. – Szentendre, 1982. február 3.) magyar orvos, belgyógyász.

## Életpályája
Középiskoláit Temesvárt végezte, oklevelét 1944-ben a kolozsvári tudományegyetemen szerezte, ugyanitt a kórbonctani intézet, majd a belgyógyászati klinika gyakornoka, belgyógyász főorvos; 1949-től a szászrégeni kórház főorvosa, később igazgatója. Jelentős szerepet vállalt a csíkszentmártoni kórház megszervezésében. Egy ideig az Egészségügyi Minisztérium tudományos tanácsának, 1961-től a Viaţa Medicală szerkesztőbizottságának tagja. 1963-ban áttelepedett Magyarországra. Román és magyar nyelvű szaklapokban (Viaţa Medicală, Medicina Internă, Orvosi Szemle, Revista Medicală) számos közleménye jelent meg a járványos sárgaságról, a reumás megbetegedésekről és a parazitás kórállapotokról. Bevezetés a szociális gerontológiába című monográfiája (Budapest 1972) két kiadást ért meg.